# Frenkó Zsolt
Frenkó Zsolt (Ózd, 1964. január 24. –) magyar színész, rendező, író, szinkronrendező.

## Életútja
Édesapja Frenkó László NB1-es labdarúgó, edző, az Ózdi Kohász Sportegyesület korábbi elnökhelyettese volt.
A pécsi Janus Pannonius Tudományegyetemen szerezte művelődésszervezői diplomáját.
1983-tól a Magyar Televízió Drámai osztályának külsős munkatársa lett. Az 1984–85-ös színházi évadban a zalaegerszegi Hevesi Sándor Színházban csoportos szereplő, és Ruszt József mellett rendezőasszisztens volt. Ezt követően egy-egy évadot volt színész és rendezőasszisztens a kecskeméti Katona József Színházban, illetve a Jurta Színházban. 1988-tól 1991-ig újra Kecskeméten volt szerződésben. 1992-től a békéscsabai Jókai Színház dramaturgja.1993-ban vendégrendezőként a Komáromi Jókai Színházban dolgozott. 1996-tól 2000-ig a tatabányai Jászai Mari Színház tagja volt. 1997-től rendezőként dolgozott a Komédium Színházban, Tatabányán, 1999-től a Fiatalok Színháza a Stefánián (Gór Nagy Mária Színitanoda) rendezője is volt. 2001-től az IBS produkcióiban, 2013-től a Pinceszínházban dolgozott rendezőként. 2017-től színészként játszik a Jóban Rosszban című sorozatban. Színészi és rendezői munkái mellett írással, fordítással, darabok átdolgozásával is foglalkozik.

## Színházi rendezései
- Agatha Christie: A vád tanúja
- Huszka Jenő: Gül Baba
- Rita Zimmer – Wolfgang Kohlhaase: Hal négyesben
- Déry Tibor – Pós Sándor – Presser Gábor – Adamis Anna: Képzelt riport egy amerikai pop-fesztiválról
- Dale Wassermann – Ken Kesey: Kakukkfészek
- Csukás István: Ágacska
- Ruzante: A csapodár madárka
- Arnold Wesker: Annie Wobbler
- Szigligeti Ede: Liliomfi
- Howard Ashman – Alan Menken: Rémségek kicsiny boltja
- Showgirls Revue
- Roberto Athayde: Margarida asszony
- Pam Gems: Szívecskéim
- Molière: Tartuffe
- Rejtelmek

## Színházi szerepeiből
- Ruzante: A csapodár madárka.... Tonin
- John Webster: A fehér ördög.... szereplő
- Friedrich Schiller: Stuart Mária.... Apród
- L. F. Baum – Schwajda György: Óz a nagy varázsló.... Kulcsár
- Tennessee Williams: A vágy villamosa.... Pénzbeszedő fiú
- Friedrich Dürrenmatt: A milliomos nő látogatása.... Karl, Ill fia
- Nyikolaj Vasziljevics Gogol: A revizor.... Oszip (Hlesztakov szolgája)
- Szigligeti Ede: Liliomfi.... ifj. Schwartz
- Móricz Zsigmond: Légy jó mindhalálig.... Nagy úr
- Móricz Zsigmond – Kocsák Tibor – Miklós Tibor: Légy jó mindhalálig.... Gyéres tanár úr
- Madách Imre: Az ember tragédiája.... Gábriel arkangyal; Márki; Kimón; diák;
- Viktor Legentov: Nem bánok semmit sem.... Szépfiú
- Barabás Pál – Fényes Szabolcs – Frenkó Zsolt: Egy szoknya, egy nadrág.... Kohol Béla, újságíró; Gách Kálmán, rendező
- Weöres Sándor: A kétfejű fenevad.... Marton deák, komédiás; Szamuil, írnok
- Németh László: Szörnyeteg.... Kukaczi úr
- Déry Tibor – Pós Sándor – Presser Gábor – Adamis Anna: Képzelt riport egy amerikai pop-fesztiválról.... szereplő

## Televíziós, filmes szerepei
- Scuderi kisasszony (1986)
- Egy szoknya, egy nadrág (színházi előadás tv-felvétele)
- Jóban Rosszban (2017–2022) – Faragó Róbert / Faragó Gyula
- A mi kis falunk (2024) – Férfi műsorvezető

## Művei
- Jobb, mint otthon (zenés vígjáték)
- Súgni tudni kell!... (operett az operettben)
- Don J. szerelemhalála (balettszüzsé, Közép-Európa Táncszínház)

## Átdolgozásai
- Agatha Christie: A vád tanúja
- Huszka Jenő: Gül Baba
- Lajtai Lajos - Békeffi István: A régi nyár
- Howard Ashman - Alan Menken: Rémségek csöpp kis boltja
- A. A. Milne - Karinthy Frigyes: Micimackó
- Mikszáth Kálmán: Új Zrínyiász

## Fordításai
- Alan Menken: Rémségek csöpp kis boltja (dalszövegek)
- Stéphane Laporte – Patrick Laviosa: Pánik a fedélzeten (Pataricza Eszterrel közös fordítás)